# باثي بانغورا
باثي بانغورا (بالفرنسية: Pathé Bangoura)‏ هو لاعب كرة قدم غيني في مركز الهجوم، ولد في 22 يناير 1984 في كوناكري في غينيا. شارك مع منتخب غينيا لكرة القدم. أما مع النوادي، فقد لعب مع نادي باكو ونادي سانت إتيان ونادي هبوعيل بئر السبع.

## وصلات خارجية
- باثي بانغورا على موقع قاعدة بيانات كرة القدم.إي يو (الإنجليزية)
- باثي بانغورا على موقع ناشيونال فوتبول تيمز (الإنجليزية)